# Oladevi
Oladevi (devi = „božica”; Olaichandi, Olabibi, Bibima) božica je kolere iz hinduističke mitologije, koju najviše štuju u Bangladešu, Zapadnom Bengalu i Marwaru. Slave ju i hinduisti i muslimani, ponekad zajedno sa Shitalom.

## Božica
Prema mitu, Oladevi je žena Mayasure, koji je bio kralj i graditelj asura („demoni”). Smatraju ju velikom zaštitnicom te ju mole da im pomogne spriječiti zarazu kolere. Na bengalskom, termin za koleru je ola-otha (ola-utha), što ju povezuje s božicom. Neki hinduisti smatraju da je Oladevi spoj velikih božica Lakšmi i Sarasvati te ju prikazuju kao gospu žute kože, odjevenu u plavi sari. Bengalski muslimani časte Oladevi te ju povezuju s pričom o jednoj princezi muslimanki. Slavljenje Oladevi je posljednjih godina ipak slabije zbog napretka medicine, ali je prije bilo veoma rasprostranjeno diljem Bengala.
Smatra se da Oladevi spaja hinduistički koncept Božice Majke s islamskim bogom, Alahom.